# Vladičin Han
Vladičin Han (cyr. Владичин Хан) – miasto w Serbii, w okręgu pczyńskim, siedziba gminy Vladičin Han. W 2011 roku liczyło 8030 mieszkańców.